# 폴 슈레이더
폴 조지프 슈레이더(영어: Paul Joseph Schrader, 1946년 7월 22일 ~ )는 미국의 영화 감독, 영화 각본가, 영화 평론가이다.

## 작품 목록
연출
- 블루 칼라 (1978)
- 금지구역 (1979)
- 아메리칸 지골로 (1980)
- 캣 피플 (1982)
- 미시마 - 그의 인생 (1985)
- 사랑의 록밴드 (1987)
- 패티 허스트 (1988)
- 베니스의 열정 (1990)
- 라이트 슬리퍼 (1992)
- 마녀 사냥 (1994)
- 터치 (1997)
- 어플릭션 (1997)
- 포에버 마인 (1999)
- 오토 포커스 (2002)
- 엑소시스트 5 - 오리지널 프리퀄 (2005)
- 워커 (2007)
- 애덤 레져렉티드 (2008)
- 트러블 메이커 (2013)
- 다잉 오브 라이트 (2014)
- 먹거나 먹히거나 (2016)
- 퍼스트 리폼드 (2017)
- 카드카운터 (2021)
- 마스터 가드너 (2022)
- 오, 캐나다 (2024)

각본만
- 더 야쿠자 (1974)
- 택시 드라이버 (1976)
- 강박관념 (1976)
- 롤링 썬더 (1977)
- 올드 보이프렌즈 (1979)
- 성난 황소 (1980)
- 모스키토 코스트 (1986)
- 그리스도 최후의 유혹 (1988)
- 시티 홀 (1996)
- 비상 근무 (1999)